# Athens Open
L'Athens Open  è stato un torneo di tennis della WTA Tour e dell'ATP Tour. 
Si giocava annualmente ad Atene in Grecia dal 1986 al 1994 su campi in terra rossa.
Nel 2008 il torneo è stato ribattezzato Athens Open Challenger per gli uomini, diventando un torneo del
circuito Challenger con un montepremi di 75 000 dollari, e Vogue Athens Open,
diventando un evento del circuito ITF con un montepremi di 125 000 dollari. Il torneo femminile faceva parte della categoria Tier V.

## Albo d'oro

### Singolare maschile
| Anno | Vincitore              | Finalista           | Punteggio     |
| ---- | ---------------------- | ------------------- | ------------- |
| 1986 | Henrik Sundström       | Francisco Maciel    | 6–0, 7–5      |
| 1987 | Guillermo Pérez Roldán | Tore Meinecke       | 6–2, 6–3      |
| 1988 | Horst Skoff            | Bruno Orešar        | 6–3, 2–6, 6–2 |
| 1989 | Ronald Agénor          | Kent Carlsson       | 6–3, 6–4      |
| 1990 | Mark Koevermans        | Franco Davín        | 5–7, 6–4, 6–1 |
| 1991 | Sergi Bruguera         | Jordi Arrese        | 7–5, 6–3      |
| 1992 | Jordi Arrese           | Sergi Bruguera      | 7–5, 3–0 ret. |
| 1993 | Jordi Arrese           | Alberto Berasategui | 6–4, 3–6, 6–3 |
| 1994 | Alberto Berasategui    | Óscar Martínez      | 4–6, 7–6, 6–3 |

### Doppio maschile
| Anno | Vincitori                         | Finalisti                           | Punteggio     |
| ---- | --------------------------------- | ----------------------------------- | ------------- |
| 1986 | Libor Pimek / Blaine Willenborg   | Carlos Di Laura / Claudio Panatta   | 5–7, 6–4, 6–2 |
| 1987 | Tore Meinecke / Ricki Osterthun   | Jaroslav Navrátil / Tom Nijssen     | 6–2, 3–6, 6–2 |
| 1988 | Rikard Bergh / Per Henricsson     | Pablo Arraya / Karel Nováček        | 6–4, 7–5      |
| 1989 | Claudio Panatta / Tomáš Šmíd      | Gustavo Giussani / Gerardo Mirad    | 6–3, 6–2      |
| 1990 | Sergio Casal / Javier Sánchez     | Tom Kempers / Richard Krajicek      | 4–6, 7–6, 6–3 |
| 1991 | Jacco Eltingh / Mark Koevermans   | Menno Oosting / Olli Rahnasto       | 5–7, 7–6, 7–5 |
| 1992 | Tomás Carbonell / Francisco Roig  | Marcelo Filippini / Mark Koevermans | 6–3, 6–4      |
| 1993 | Horacio de la Peña / Jorge Lozano | Royce Deppe / John Sullivan         | 3–6, 6–1, 6–2 |
| 1994 | Luis Lobo / Javier Sánchez        | Cristian Brandi / Federico Mordegan | 5–7, 6–1, 6–4 |

### Singolare femminile
| Anno | Nome del torneo | Vincitore        | Finalista              | Punteggio     |
| ---- | --------------- | ---------------- | ---------------------- | ------------- |
| 1986 | Athens Trophy   | Sylvia Hanika    | Angelikí Kanellopoúlou | 7–5, 6–0      |
| 1987 | Athens Trophy   | Katerina Maleeva | Julie Halard           | 6–0, 6–1      |
| 1988 | Athens Greece   | Isabel Cueto     | Laura Golarsa          | 6–0, 6–1      |
| 1989 | Athens Open     | Cecilia Dahlman  | Rachel McQuillan       | 6–3, 1–6, 7–5 |
| 1990 | Athens Open     | Cecilia Dahlman  | Katia Piccolini        | 7–5, 7–5      |

### Doppio femminile
| Anno | Vincitori                         | Finalisti                           | Punteggio     |
| ---- | --------------------------------- | ----------------------------------- | ------------- |
| 1986 | Isabel Cueto Arantxa Sánchez      | Silke Meier Wiltrud Probst          | 4–6, 6–2, 6–4 |
| 1987 | Andrea Betzner Judith Wiesner     | Kathleen Horvath Dinky van Rensburg | 6–4, 7–6      |
| 1988 | Sabrina Goleš Judith Wiesner      | Silke Frankl Sabine Hack            | 7–5, 6–0      |
| 1989 | Sandra Cecchini Patricia Tarabini | Silke Meier Elena Wagner            | 4–6, 6–4, 6–2 |
| 1990 | Laura Garrone Karin Kschwendt     | Leona Lásková Jana Pospíšilová      | 6–0, 1–6, 7–6 |